# ジョン・ボーナム
ジョン・ヘンリー・ボーナム（John Henry Bonham, 1948年5月31日 - 1980年9月25日）は、イギリス出身のミュージシャン、ドラマー。同国のロックバンド、レッド・ツェッペリンのドラマーとして知られる。
愛称はボンゾ。息子のジェイソン・ボーナムもロック・ドラマーである。身長179cm。

## 来歴

### 生い立ち
ウスターシャー州の小都市レディッチで生まれる。5歳でドラムを始め、空箱とコーヒー缶で作ったドラムセットを使って、憧れのジーン・クルーパやバディ・リッチの叩き方を真似ていた。10歳でスネアドラムを、15歳でプレミア社製のドラムセットを手に入れ、地元のドラマー達からアドバイスを受けながら練習に励んだ。
ウィルトン・ハウス公立学校を出た後、建設業を営む父親ジャック(1918〜89)の下で見習い大工として働きながら、地元の複数のバンドでドラマーとしてプレイする。1964年には、彼にとって初めての本格的なバンド、テリー・ウェブ・アンド・ザ・スパイダースに加入。同じ頃、後に妻となるパット・フィリップスとキダーミンスターで開かれたダンスパーティで出会う。また、バーミンガムのバンド、ザ・ブルー・スター・トリオや、「シーズ・ア・モッド」のヒット・シングルを出したザ・セネターズでもドラムを叩いた。こうして様々なバンドで経験を積むうちに、ボーナムはドラムを本業にすることを決意する。
彼は次第に、イギリスで最も大きな音を出すドラマーとして評判となり、パワフルな演奏でドラムヘッドを打ち破ったり、あまりの音量の大きさにクラブからは演奏を止めるように言われたりするようになっていた。そんなある日、ボーナムは旧友のロバート・プラントと再会し、当時ロバートが在籍していた「バンド・オブ・ジョイ」というバンドにドラマーとして参加することになる。「バンド・オブ・ジョイ」ではいくつかのデモを作ったものの、アルバムをリリースするまでには至らなかった。しかし、ここでの活動がボーナムの人生の転機となる。

### レッド・ツェッペリン
1968年当時、解散目前のヤードバーズを率いていたジミー・ペイジは、新ボーカリストとしてロバート・プラントを迎える。ドラマーの候補にはプロコル・ハルムのB・J・ウィルソンや、セッション・ドラマーのクレム・カッティーニ、エインズレー・ダンバー、さらにはジンジャー・ベイカーの名前もあったが、プラントの紹介でペイジはボーナムの存在を知る。1968年7月、北ロンドンのハムステッドにおけるティム・ローズのステージでドラムを叩くボーナムを見たペイジは、即座に彼をヤードバーズへ加入させる事を決めた。しかし、当のボーナムは当初ヤードバーズへの参加には乗り気ではなく、プラントとバンドのマネージャーのピーター・グラントの両名が合計40回近くにもなる電報や電話、直談判等での説得を行い、なんとか加入させるに至った。
ペイジ、プラント、ボーナムにジョン・ポール・ジョーンズを加えたヤードバーズは、『ニュー・ヤードバーズ』のバンド名義で1968年の9月に北欧を回り、その後レッド・ツェッペリンと改名して、同年12月から最初のアメリカ・ツアーを行った。このツアーの最中、ボーナムはバニラ・ファッジのカーマイン・アピスと友人となり、アピスからラディックのドラムを紹介された。それ以降、ボーナムは一貫してラディックのドラムセットを使うようになった。当初は、アピスと同じ26インチのツーバスのセットを使っていたが、ある時、練習中にボーナムの演奏する音があまりに大きすぎるため、ジョン・ポール・ジョーンズがバスドラムを1つ隠してしまい、その後はワンバスのセットを使うようになった。70年代にロサンゼルスに住んでいたリンゴ・スターとも親しくなり、リンゴの家に押し掛けては問答無用にプールに投げ込んでいた。リンゴは「ビートルズからの手紙」で明かしその急死を悼んでいる。

### 死

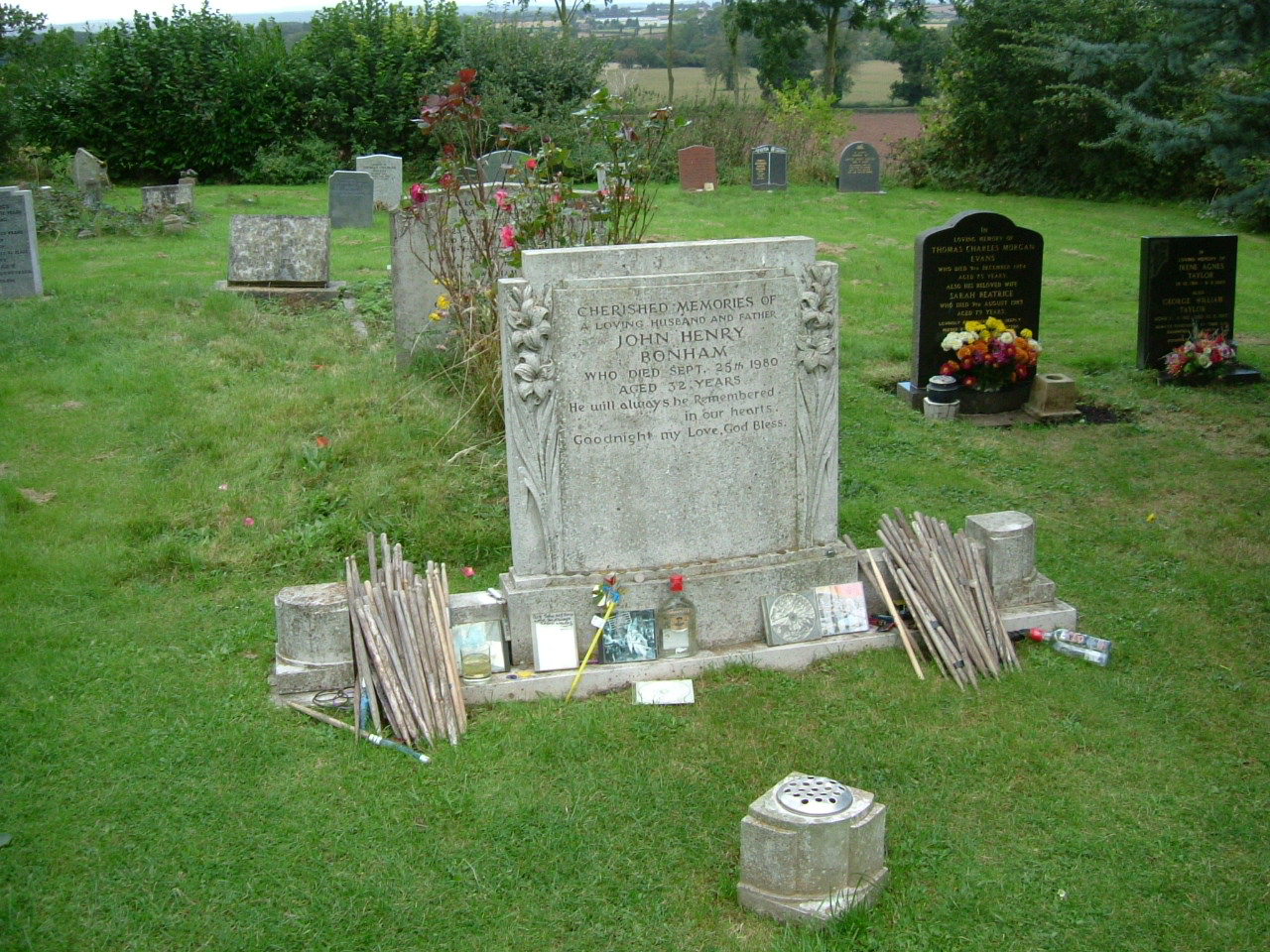
ボーナムの墓

ボーナムはその破天荒な行動とは裏腹に、大変な愛妻家であり、良き父でもあった（『レッド・ツェッペリン狂熱のライヴ』の中の各メンバーの映像でも、他のメンバーが演技をしているような映像であるのに対して、ボーナムだけが妻や子供、友人等とのごく普通のプライベートな映像になっている）。しかし、あまりにも家庭を大事にしていた為、家や家族から離れて長いツアーを行うことを嫌っていた。彼はホームシックと重度の飛行機恐怖症を紛らすために、しばしば深酒をしていたが、彼の酒癖は次第に酷くなっていった。それはボーナムの見た目が、ツェッペリンとしてデビューした当時はスリムな体型だったのが、年月を経るとだんだん太っていくことで解る。
1980年9月24日、ボーナムはツェッペリンのアシスタント、レックス・キングとオールド・ハイド・ホテルで落ち合い、近く行われるアメリカ・ツアーに向けてのリハーサルのため、ブライ・スタジオに向かった。ボーナムは途中で立ち寄ったパブで、シングルで16ショット相当（約473 ml）のウォッカを飲み干し、スタジオに到着してからもさらに飲み続けた。リハーサル終了後、ウィンザーのペイジ宅でパーティが行われたが、そこでもボーナムは飲み続け、酔い潰れてベッドに寝かされた。
翌日、ツアー・マネージャーのベンジ・レフェヴレとジョン・ポール・ジョーンズが、ベッドで死んでいるボーナムを発見した。死因は、吐瀉物を喉に詰まらせての窒息死であった（32歳没）。検死の結果、多量の飲酒により肺水腫を引き起こしていたこと、アルコール以外の薬物反応はないことがわかった。その後遺体は火葬され、遺灰は1980年10月12日、彼の農場近くのラショック教区墓地に埋葬された。
不慮の出来事で偉大なドラマーを失ったツェッペリンは、同年12月4日に解散声明を発表した。
後に息子のジェイソンは父と同じくドラマーになり、1988年以降のツェッペリン再集結の際にはメンバーの一人として演奏している。

## プレイスタイル
ドラムスタイルの特徴は「天国への階段」「移民の歌」や「レヴィー・ブレイク」「オーシャン」などに顕著に表れている。また、「カシミール」や「アウト・オン・ザ・タイルズ」での個性的なドラムプレイによって、作曲者の一人としてクレジットされている。
三連符の一拍目を抜かした、ファンクやR&B的ないわゆる「頭抜き3連」の演奏は彼の代名詞の一つ。デビューアルバムの一曲目の「グッド・タイムズ・バッド・タイムズ」における頭抜き3連のバスドラムで聴き手に強烈な印象を与え、そのあまりの速さに誰もがツーバスでの演奏だと思うが、実はワンバスでの演奏だったことは有名なエピソードである（2007年の再結成時では、息子であるジェイソン・ボーナムはツイン・ペダルで演奏していた）。
ボーナムはインタビューで、ジェームズ・ブラウンなどのファンクを愛聴していると述べており、「クランジ」など後期のアルバムの収録曲では、ファンクの影響を受けたドラミングを聴くことができる。また、TOTOの初代ドラマーであるジェフ・ポーカロは、「ロザーナ」におけるハーフタイムシャッフルのリズム・パターンは「レッド・ツェッペリンの『フール・イン・ザ・レイン』でジョン・ボーナムがプレイしていたものが元のアイデアなんだ」と語っている。
レッド・ツェッペリンのベーシストで、共にリズム隊を構成していたジョン・ポール・ジョーンズは、ボーナムのプレイをこう分析している。「彼は物凄く音楽性豊かだった。沢山の音色を持ったドラマーだったよ。彼の事を、単なるヘヴィに叩き付けるドラマーだと思ってる人が多いけど、実は彼は様々なフレーズやフィルを叩いてたんだ。単なるありきたりなバックビートを必要とする曲でない限り、単純なビートを叩いて満足するドラマーじゃなかったね。そして彼は、自分の周りで起こってる事を常に意識してたんだ。常に聴いてた。僕たち全員がそうだったんだ。ライヴでは全員が互いの音を聴き、互いを見つめてる。そうする事によって、全てが凄くタイトになっていく。ツェッペリンは誰でも曲を好きな方向へ持っていく事ができたし、みんながそれに付いて来てくれる事も常に解ってた。まるで鳥の群れがいて、一羽の鳥が別の方向へ飛んでいくと、突然群れ全体が向きを変えるような……そんな感覚だったよ」
ドラムを叩いている時に唸り声をあげたり叫んだりするのが彼の特徴の一つであった。また、ライヴでは曲によってはバックボーカル（コーラス）を担当することもあった。
「レヴィー・ブレイク(When the Levee Breaks)」のボーナムのドラム演奏はサンプリングに多用されており、ビースティ・ボーイズやエミネム、ドクター・ドレー、マイク・オールドフィールド、デペッシュ・モード、イレイジャーらが自分の曲に利用している。

## 使用機材

### 1969年-1970年
- ラディック・ナチュラル・メイプルのドラムセット
  - 12×15ʺ タム (ロジャースのスイボマチックタムホルダー、またはスネアスタンドで固定)
  - 16×16ʺ フロア・タム
  - 16×18ʺ フロア・タム
  - 14×26ʺ バスドラム
    - フロントヘッドは大文字のラディックのロゴ入り。

  - 6.5×14ʺ LM402スープラフォニック

- パイステのジャイアントビートシリーズのシンバル
  - 24・20・18・15×2
  - ライドシンバルはバスドラムのマウントシンバルホルダーに装着。

- スタンド類はラディックとロジャース製を使用。

### 1970年-1973年
- ラディック・グリーンスパークルのドラムセット
  - 10×14ʺ タム （純正レールマウントタムホルダーで固定）
  - 16×16ʺ フロア・アタム
  - 16×18ʺ フロア・アタム
  - 14×26ʺ バスドラム
    - フロントヘッドはラディックの純正ロゴ入り。
    - キックペダルはラディック・スピードキング。

  - 6.5×14ʺ LM402スープラフォニック
  - 29ʺ マシン・ティンパニ (1972+)
  - 29ʺ ユニバーサル・ティンパニ (1972+)

- パイステのジャイアントビートシリーズのシンバル
  - 24・20・18・15×2
  - ライドシンバルはバスドラムのマウントシンバルホルダーに装着。

- スタンド類はラディックとロジャース製を使用。

### 1973年-1975年

ジョン・ボーナムのシンボルマーク

- ラディック・アンバー・ビスタライトのドラムセット
  - 10×14ʺ タム （純正レールマウントタムホルダーで固定）
  - 16×16ʺ フロア・タム
  - 16×18ʺ フロア・タム
  - 18×20ʺ フロア・タム
  - 14×26ʺ バスドラム
    - フロントヘッドは自身のシンボルマーク入りクリアーヘッド。
    - キックペダルはラディック・スピードキング。

  - 6.5×14ʺ LM402スープラフォニック
  - 29ʺ マシン・ティンパニ
  - 29ʺ 32ʺ ユニバーサル・ティンパニ

- パイステのジャイアントビートと当時発売されたばかりの2002シリーズのシンバル
  - 24・20・18・15×2
  - ライドシンバルはバスドラムのマウントシンバルホルダーに装着。

- スタンド類はラディックとロジャース製を使用。

### 1977年-1980年
- ラディック・ステンレススティールのドラムセット
  - 12×15ʺ タム （純正レールマウントタムホルダーで固定）
  - 16×16ʺ フロア・タム
  - 16×18ʺ フロア・タム
  - 14×26ʺ バスドラム
    - フロントヘッドはラディックの純正ロゴ入り。
    - キックペダルはラディック・スピードキング。

  - 6.5×14ʺ LM402スープラフォニック
  - 29ʺ マシン・ティンパニ
  - 29ʺ 32ʺ ユニバーサルティンパニ

- パイステの2002シリーズのシンバル
  - 24・20・18・15×2

- スタンド類はラディックとロジャース製を使用。

## 評価

### ドラマーによるもの
- 「ボーナムは期待されたことをやってのけた。とてつもなく大きな太鼓をとてつもない力で叩いた。ああいう男は二度と現れない」（チャーリー・ワッツ）
- 「ジョン・ボーナムはロックドラマーの巨大な山。ようやくその偉大さがわかった」（スチュワート・コープランド）
- 「ロックドラムはボーナムにはじまり、テイラーに終ったと言われたい」（ロジャー・テイラー）
- 「ボーナムはぶっちぎりで史上最高のドラマー。彼のスタイルと音は誰が聴いてもすぐに分かる。どんなドラムセットでも彼がプレイすれば彼の音になる」（チャド・スミス）

### メディアによるもの
- イギリスの音楽誌『Classic Rock』2005年6月号の特集「ロックにおける50人の偉大なドラマー」や、オンラインマガジン『Stylus』2007年7月30日号の特集「50人の偉大なドラマー」、オンラインマガジン『Gigwise.com』の2008年の同様の企画[4]、イギリスの音楽誌『Rhythm Magazine』2009年10月号の特集「時代を超えた偉大なドラマーTOP50」、2010年の「ローリング・ストーン誌の選ぶ歴史上最も偉大な100人のドラマー[5]」、『レコード・コレクターズ』誌の2012年6月号での特集「20世紀のベスト・ベーシスト/ドラマー100」に於いて、首位を総なめにする。特に『Rhythm Magazine』では、ボーナムを"Drum God"（ドラムの神）と評している[6]。

## ホテル破壊
- ツアー中の乱暴狼藉や破壊は、レッド・ツェッペリンのメンバー中、随一だった。中でもホテルでの器物損壊に関しては枚挙に暇がなく、窓からテレビを投棄したのを始め、「部屋が狭いから」壁を壊してつなげる、ホテルの家具調度類を接着剤でくっつけるなどの狼藉をはたらき、以後出入り禁止になったホテルもあった。
- 日本滞在時、日本刀を購入し、ホテルで振り回した。さらに隣室のジミー・ペイジを驚かそうと壁を壊して隣の部屋に侵入。驚いた隣の日本人客に対し、「すいません。部屋が逆でした」と謝ったという。

## キース・ムーン
- ザ・フーのドラマーキース・ムーンとは大親友であり、呑み仲間でもあった。共に重度のアルコール依存症であり、ホテル破壊などの奇行も共通している。また偶然ながら、32歳で睡眠中に事故死するという最期も一緒だった。2016年の「ローリング・ストーン誌の選ぶ歴史上最も偉大な100人のドラマー」に於いて、ボーナムが1位、ムーンが2位に選ばれた。